# Antenor (Keramiker)
Antenor (altgriechisch Άντῄνωρ) war ein antiker Grieche, dessen schwer zu deutende Namensinschrift auf einem Keramikfragment in der Wissenschaft umstritten ist.
Auf einer Gefäßscherbe, die auf der Athener Akropolis gefunden wurde, fand sich eine Namensaufschrift in altgriechischer Sprache. Recht unstrittig ist die Ergänzung der unvollständig erhaltenen Inschrift zu Antenor. Sie fand sich am oberen, konischen Teil eines Kesseluntersatzes. Dieser war im protoattischen Stil vom Maler der Widder-Kanne verziert worden und gilt als eines von dessen Spätwerken. Durch die Bemalung kann das Fragment in die erste Hälfte des 7. Jahrhunderts v. Chr. datiert werden. Bei der Inschrift handelt es sich um die älteste Beischrift auf einer griechischen Vase, die sich nicht direkt auf die Darstellung bezieht. Deshalb und weil die Vase nicht vollständig erhalten ist und somit mögliche andere Bezüge unklar bleiben, ist unsicher, worauf sich der Name bezieht. Möglich ist, dass es sich bei Antenor um den Töpfer oder den Vasenmaler des Stückes handelt. In letzterem Fall würde damit mit dem Maler der Widder-Kanne nach mehr als 2500 Jahren wieder der richtige Name verbunden. Möglich ist aber auch, dass sie den Besitzer benennt oder den Stifter eines Weihgeschenkes.